# Ilha da Sedução
Ilha da Sedução foi um reality show baseado no modelo do reality show americano Temptation Island, exibido pelo SBT entre 4 de agosto e 27 de outubro de 2002, com apresentação de Babi Xavier.
A edição brasileira foi gravada no vilarejo de Samaná, na República Dominicana. Para participarem, os casais deveriam estar juntos há pelo menos 18 meses, além de apresentarem boa forma física. Cerca de quatro mil casais e nove mil solteiros se inscreveram para a maratona.
O programa não teve grande sucesso naquele momento, talvez pelo fato da febre dos reality shows estar no auge na concorrente  Rede Globo.

## O jogo
O programa não era realmente um jogo propriamente dito. O programa separava 4 casais, com relacionamentos longos, em 2 hotéis diferentes, e os colocava em companhia de 13 lindos(as) solteiros(as). O objetivo? Variava de casal para casal, de programa para programa, de país para país. Muitos casais queriam testar seu relacionamento, e ver se ele era tão forte quanto pensam. Outros queriam testar um dos cônjuges, para saber se ele(a) iria trair ou não. Outros casais queriam testar seu relacionamento procurando outros solteiros para comparar com seus cônjuges, ou simplesmente procurar alguém melhor e se vingar do namorado(a).
Durante o jogo, solteiros vinham sendo eliminados um a um, de diversas formas. Encontros também eram marcados entre os cônjuges e os solteiros, para se conhecerem melhor. No final, 4 solteiros eram escolhidos para terem encontros de 24 horas com os cônjuges, para logo após haver a reunião final dos casais e decidir se eles iriam continuar o relacionamento.

## Participantes
- Bruna Silva e Vinícius Cardoso;
- Fabrízia Galvão e Marcelo Bittencourt: saíram da ilha separados, pois houve traição de ambas as partes;
- Luana Silveira e Rafael Romero: Rafael chegou à Ilha com Luana, mas não aguentou e se interessou por outra, a solteira Gyselle;
- Marcele Caldas Cortez e Leonardo Fernandes: chegaram à ilha como namorados, porém Marcele deixou Leonardo para ficar com Adriano, um dos solteiros.[6]

## Versões
O programa já teve diversas edições nos EUA, Inglaterra e Austrália, e o final era sempre o mesmo: casais sempre terminavam em frangalhos, com seus relacionamentos por um fio. Entanto, a surpresa no final era sempre se os casais iriam ou não ficar juntos. Já houve casos de casais que se separaram, casais que resolveram se casar e até mesmo casos onde um dos cônjuges resolveu abandonar a namorada para ficar com um dos solteiros.
As versões de cada país já cobertas pela Reality Center foram:
- Temptation Island 1 USA: a primeira temporada da série estadunidense trouxe casais que estavam interessados em testar seu relacionamento. Infelizmente, a série teve alguns problemas, inclusive de ordem judicial. É que a produção escolheu, sem saber, um casal que tinha um filho. Para piorar, eles foram justamente o casal que mais prometia vingança um ao outro com os solteiros, o que forçou a produção a mudar rapidamente os planos. Nunca mais um caso semelhante aconteceu.
- Temptation Island 2 USA: a segunda temporada trouxe uma gama enorme de traições e vinganças escalares, que culminaram em diversas cenas de sexo quase explícito (não gráfico). Foi uma temporada quente.
- Temptation Island 3 USA: a terceira temporada sofreu com o fracasso na audiência, principalmente pela falta de cenas mais fortes de traição. Porém, a série ficou marcada pela tremenda hipocrisia de diversas moças e egocentrismo de outras na hora de ver os vídeos da fogueira, além de um romance fechado entre um(a) solteiro(a) e um(a) membro(a) de um dos casais.
- Temptation Island 1 Inglaterra: a primeira temporada inglesa ocorreu nos mesmos hotéis onde a terceira temporada de TI 3 USA ocorreu. Diferentemente da versão estadunidense, a versão inglesa teve menos momentos calientes, porém mais reações indignadas a possíveis traições. Certamente uma forma diferente do programa.
- Ilha da Sedução: a versão brasileira da série se aproximou bastante da terceira temporada da série estadunidense. Uma confluência de hipocrisia e traições se somou a duas traições completas, cinco casais participantes e muitos momentos de confusão. Seu único pecado foi a falta de cenas dentro dos quartos, para saber o que aconteceu com determinados jogadores.

## Curiosidades
- Daniel Manzieri participou do reality show Ilha da Sedução.[7][8][9] No programa, Manzieri conheceu a apresentadora Babi Xavier, com a qual manteve um relacionamento amoroso durante alguns meses.[10][11] Em 2016, Daniel participou do reality show Big Brother Brasil 16, na qual foi o terceiro eliminado da competição.[12][13][14]
- Leonardo Fernandes participou do reality show Ilha da Sedução.[15][16] Em 2012, Leonardo assumiu um relacionamento amoroso com a atriz Nívea Stelmann.[17][18][19]